# New Zealand Broadcasting Corporation
Die New Zealand Broadcasting Corporation (NZBC) war ein im Jahr 1962 in Neuseeland gegründetes Unternehmen, dessen Aufgabe darin bestand, den Sendebetrieb im Land aufrechtzuerhalten und weiterzuentwickeln, Senderechte an Radio- und Fernsehstationen zu vergeben, Kontrollinstanz für deren Programm- und Sendebetrieb zu sein und die Regierung in Sachen Radio und Fernsehen zu beraten. Die NZBC bestand bis zum 31. März 1975.

## Geschichte
Die New Zealand Broadcasting Corporation wurde auf Grundlage des am 1. Dezember 1961 vom neuseeländischen Parlament verabschiedeten Gesetzes New Zealand Broadcasting Corporation Act 1961 am 1. April 1962 gegründet. Die drei per Gesetz festgelegten Mitglieder der Corporation sollten vom Governor-General (Generalgouverneur) des Landes bestimmt werden. Über sie konnte das Unternehmen, Sendestationen errichten, ändern bzw. umbauen lassen, über die Genehmigung der zuständigen Minister Land, Gebäude und Einrichtungen kaufen, verkaufen und vermieten, Sendeeinrichtungen für kulturelle Zwecke nutzen und Konzerte sowie Entertainments zum Wohle der Gesellschaft des Landes veranstalten.
Die Corporation entstand allerdings nicht aus dem Nichts, sondern übernahm die Aufgaben des 1936 gegründeten staatlichen New Zealand Broadcasting Service (NZBS). Der Grund die staatliche Behörde abzuschaffen, bestand im Versprechen der New Zealand National Party, die mit den Parlamentswahlen von 1960 die New Zealand Labour Party in der Regierung ablöste, die Verwaltung und das Betreiben von Radio- und Fernsehstationen einer privatrechtlich organisierten Institution zu übertragen und den privaten Sendebetrieb zu erleichtern.
Mit dem erneuten Regierungswechsel zur Labour Party im Dezember 1972 war das Ende der New Zealand Broadcasting Corporation dann besiegelt. Es sollte aber noch bis zum 1. April 1975 dauern, bis die Corporation abgewickelt und in zwei Fernsehstationen und eine Radiostation aufgeteilt wurde. Grundlage dafür war der Broadcasting Act 1973, auf dessen Basis schließlich der Broadcasting Council of New Zealand (Rundfunkrat), die Fernsehstationen Television one und Television Two, und die Radiostation Radio New Zealand gegründet wurden. Die beiden Fernsehsender wurden 1980 zusammengelegt und darüber die Television New Zealand gegründet.